# نجم الدين أربكان
نجم الدين أربكان (بالتركية: Necmettin Erbakan)‏ (29 أكتوبر 1926 – 27 فبراير 2011) مهندس وسياسي تركي تولى رئاسة حزب الرفاه ورئاسة وزراء تركيا من الفترة بين 1996 و1997 عُرف بتوجهاته الإسلامية.
وقد ضغط عليه الجيش للتنحي عن منصب رئيس الوزراء ومنع من ممارسة السياسة لاحقًا. بقرار المحكمة الدستورية التركية بدعوى انتهاك الفصل بين الدين والدولة على النحو المنصوص عليه في الدستور.
تجادل الأيديولوجية والحركة السياسية التي أسسها أربكان "مللي جوروش" ، بأن تركيا يمكن أن تتطور بقوتها الخاصة من خلال حماية قيمها الدينية والمضي قدمًا بخطوات أسرع من خلال منافسة الدول الغربية لصالح علاقات أوثق مع الدول الإسلامية. مع أيديولوجية "ملي غوروش" ، كان أربكان مؤسسًا وزعيمًا للعديد من الأحزاب السياسية الإسلامية البارزة في تركيا من الستينيات إلى العقد الأول من القرن العشرين ، وهي حزب النظام الوطني (MNP) ، وحزب السلامة الوطني (MSP) ، وحزب الرفاه (RP). وحزب الفضيلة وحزب السعادة.

## نشأته
وُلِد أربكان في مدينة سينوب الواقعة على ساحل البحر الأسود في شمال تركيا. والده كان محمد صبري، قاضٍ من عائلة كوزان أوغلو البارزة في قيليقية، وكانت والدته كامير شركسية من عائلة معروفة في سينوب والزوجة الثانية لمحمد صبري.
بعد التعليم الثانوي في ثانوية إسطنبول، حصل على الدكتوراه من جامعة آخن الألمانية في هندسة المحركات عام 1956. عمل أثناء دراسته في ألمانيا رئيساً لمهندسي الأبحاث في مصانع محركات «كلوفز - هومبولدت - دويتز» بمدينة كولونيا. وقد توصل أثناء عمله إلى ابتكارات جديدة لتطوير صناعة محركات الدبابات التي تعمل بكل أنواع الوقود. حين عاد إلى بلاده كان أول ما عمله ولم يزل في عامه الثلاثين تأسيس مصنع «المحرك الفضي» مع نحو ثلاثمائة من زملائه. وقد تخصص هذا المصنع في تصنيع محركات الديزل، وبدأ إنتاجها الفعلي عام 1960، ولا تزال هذه الشركة تعمل حتى الآن، وتنتج نحو ثلاثين ألف محرك ديزل سنوياً.

## مسيرته
أنشأ حزب النظام الوطني في عام 1970 م بدعم من تحالف طريقته مع الحركة النورسية. يعد حزبه أول تنظيم سياسي ذي هوية إسلامية تعرفه الدولة التركية الحديثة منذ زوال الخلافة عام 1924 م. بدأ أربكان حياته السياسية بعد تخرجه من كلية الهندسة، وأصبح رئيساً لاتحاد النقابات التجارية ثم انتخب عضوا في مجلس النواب عن مدينة قونية، لكنه منع من المشاركة في الحكومات المختلفة بسبب نشاطه المعادي للعلمانية، وكان تأسيس حزبه أول اختراق جدي لرفض تطرف القوى العلمانية المهيمنة.

### حل حزبه
لم يصمد حزبه (النظام الوطني) سوى تسعة أشهر حتى حُلَّ بقرار قضائي من المحكمة الدستورية بعد إنذار من قائد الجيش محسن باتور، فقام أربكان بدعم من التحالف ذاته بتأسيس حزب السلامة الوطني عام 1972 م، وأفلت هذه المرة من غضب الجيش ليشارك بالانتخابات العامة ويفوز بخمسين مقعدا في البرلمان، والتي كانت كافية له ليشارك في مطلع عام 1974 م في حكومة ائتلافية مع حزب الشعب الجمهوري الذي أسسه أتاتورك ليرعى المبادئ العلمانية.

### رئاسة الوزارة
تولى أربكان منصب نائب رئيس الوزراء وشارك رئيس الحكومة بولنت أجاويد في اتخاذ قرار التدخل في قبرص في نفس العام، واعتبر من دافع عن مشاركة أربكان في الائتلاف أنه حقق مكاسب كبيرة لتيار الإسلام السياسي من أهمها الاعتراف بهذا التيار وأهميته في الساحة السياسية إلى جانب مكاسب اعتبرت تنازلات مؤثرة من قبل حزب الشعب.
خلال وجوده في حكومة أجاويد، حاول أربكان فرض بعض قناعاته على القرار السياسي التركي، وحاول ضرب بعض من أخطر مراكز النفوذ الداعمة للنهج العلماني، فقدم بعد تشكيل الحكومة بقليل مشروع قرار للبرلمان بتحريم الماسونية في تركيا وإغلاق محافلها، وأسهم في تطوير العلاقات مع العالم العربي، وأظهر أكثر من موقف مؤيد صراحة للشعب الفلسطيني ومعاد لإسرائيل، ونجح في حجب الثقة عن وزير الخارجية آنذاك خير الدين أركمان بسبب ما اعتبر سياسته المؤيدة لإسرائيل.

### دخوله السجن
حتى بعد خروجه من الحكومة فقد قدم حزب أربكان مشروع قانون إلى مجلس النواب في صيف عام 1980 م يدعو الحكومة التركية إلى قطع علاقاتها مع إسرائيل، وأتبع ذلك مباشرة بتنظيم مظاهرة ضخمة ضد القرار الإسرائيلي بضم مدينة القدس، كانت المظاهرة من أضخم ما شهدته تركيا في تاريخها المعاصر، الأمر الذي اعتبر استفتاء على شعبية الإسلام السياسي بزعامة أربكان. بعد بضعة أيام تزعم قائد الجيش كنعان إيفرين انقلاباً عسكرياً أطاح بالائتلاف الحاكم، وبدأ سلسلة إجراءات كان من بينها إعادة القوة للتيار العلماني ومن ذلك تشكيل مجلس الأمن القومي وتعطيل الدستور وحل الأحزاب واعتقال الناشطين الإسلاميين إلى جانب اليساريين وكان أربكان من بين من دخلوا السجن آنذاك.

### الحياة السياسية قبل رئاسة الوزراء
بعد ثلاث سنوات سجن خرج في إطار موجة انفتاح على الحريات في عهد حكومة توركوت أوزال، فأسس في العام 1983 م حزب الرفاه، الذي شارك في انتخابات نفس العام لكنه لم يحصل سوى على 1.5% من الأصوات، لكنه لم ييأس إذ واصل جهوده السياسية حتى أفلح في الانتخابات البرلمانية التي أجريت في ديسمبر / كانون الثاني 1995، بفوز حزب الرفاه بأصوات 21 بالمئة من أصوات الناخبين الأتراك: أي 158 مقعداً من أصل 550 في البرلمان التركي.
وفي يونيو / حزيران 1996 تحالف حزب أربكان مع حزب الطريق القويم برئاسة تانسو تشيلر وشكل حكومة ائتلافية بزعامة أربكان، وتشيلر التي تولت منصب نائبة رئيس الوزراء ووزيرة الخارجية.

### علاقاته الخارجية خلال رئاسته للوزراء
خلال أقل من عام قضاه رئيساً للحكومة التركية، سعى أربكان إلى الانفتاح بقوة على العالم الإسلامي، حتى بدا وكأنه يريد استعادة دور تركيا الإسلامي القيادي، فبدأ ولايته بزيارة إلى كل من ليبيا وإيران، وأعلن عن تشكيل مجموعة الثماني الإسلامية التي تضم إلى جانب تركيا أكبر سبع دول إسلامية: إيران وباكستان وإندونيسيا ومصر ونيجيريا وبنغلاديش وماليزيا.
لم يكتف أربكان بذلك، بل نشط عبر العالم الإسلامي، وحدد موعداً لمؤتمر عالمي يضم قيادات العمل الإسلامي، وباتت تركيا تتدخل بثقلها لحل مشكلات داخلية في دول إسلامية كما حدث حينما أرسل وفوداً لحل خلافات المجاهدين في أفغانستان. لكن أربكان حرص رغم ذلك على عدم استفزاز الجيش، وحاول تكريس انطباع بأنه لا يريد المساس بالنظام العلماني، وقع على الاتفاقيات المتعلقة بإسرائيل بعد تأخير لمدة 10 أيام واضطر للتوقيع عليها بعد ضغوط عسكرية شديدة وصلت للتهديد بالانقلاب العسكري وهو ما كان معتاد في تركيا. ورغم ذلك لم يعهد عليه أنه زار أو طلب زيارة إسرائيل.

### نهاية حكمه
لم يكن التقارب مع إسرائيل كافياً لارتياح الجيش من أربكان، فقدموا إلى أربكان مجموعة طلبات لغرض تنفيذها على الفور تتضمن ما وصفوه بمكافحة الرجعية وتستهدف وقف كل مظاهر النشاط الإسلامي في البلاد سياسياً كان أم تعليمياً أم متعلقا بالعبادات، فكان أن اضطر أربكان إلى الاستقالة من منصبه لمنع تطور الأحداث إلى انقلاب عسكري فعلي.

#### سلسلة الأحداث التي أنهت رئاسته
- أغسطس 1996: خلال اجتماع مجلس الشورى العسكري، وجه أعضائه انتقادات للحكومة بسبب ما أسموه بـ «الأنشطة الرجعية». تزامناً مع تعالي أصوات حول «تعرض نظام الحكم للتهديد» في البلاد.
- أكتوبر 1996: تسببت زيارات أربكان إلى كل من إيران، ومصر، وليبيا ونيجيريا، بجدال حاد في البلاد.
- يناير 1997: خلال زيارة قام بها أربكان إلى ولاية قيصري وسط البلاد، استقبله أعضاء حزبه مرتدين زياً موحداً يغلب عليها الطابع الديني، فتسبب بانزعاج الجهات القضائية التي وصفت المشهد بأنه «يتناقض مع قانون الأحزاب السياسية» وطالبت النيابة العامة، حزب الرفاه بإقالة كادر الحزب في «قيصري» خلال 30 يوماً، وإلا سَيُصْدَر قرار بإغلاق الحزب. ثم نظّم رئيس بلدية قضاء سنجان بكير يلدز - المنتمي إلى حزب الرفاه- بالعاصمة أنقرة، أمسية حول القدس شارك فيها السفير الإيراني في تركيا وألقى كلمة فيها، أدى إلى اشتعال الجدال في البلاد من جديد حول ماهية وهوية نظام الحكم في تركيا.
- بداية فبراير 1997: فتحت النيابة العامة ونيابة محكمة أمن الدولة بأنقرة، تحقيقين منفصلين حول رئيس بلدية حزب الرفاه لتنظيمه «أمسية القدس».
- 4 فبراير 1997: طافت 15 دبابة و20 عربة ومدرعة عسكرية في قضاء سنجان، في مشهد اعتُبر «تحذيراً عسكرياً» للحكومة، وفتح الباب أمام التفكير في احتمالية حدوث انقلاب في البلاد. ثم أقالت وزير الداخلية آنذاك، مرال آقشنار، رئيس بلدية سنجان وأرسل رئيس الجمهورية «ديميريل» خطاباً إلى وزارة الداخلية يطالب فيه بإجراء تحقيق وتدقيق حول «أنشطة التحزّب الديني» لدى البلديات.
- 21 فبراير 1997: وعقب لقائه مع رئيس البلاد، صرح أربكان بأن «تركيا ليست لديها مشكلة حول نظام الحكم.» ووكيل رئيس الأركان التركي، تشويك بير، يصرح في فعالية للمجلس التركي – الأمريكي بواشنطن بأن «مرور الدبابات من سنجان كانت بمثابة موازنة للديمقراطية» في بلاده.
- 28 فبراير 1997: اجتمع مجلس الأمن القومي التركي برئاسة رئيس البلاد ديميريل وبحضور كل من: رئيس الوزراء أربكان، ونائبته ووزيرة الخارجية تشيلر، ورئيس هيئة الأركان، ووزيري الدفاع والداخلية، إضافة إلى قادة الجيش، وعدد من المسؤولين السياسيين والعسكريين؛ واستمر الاجتماع تسع ساعات إلا ربعاً وتمخض عنه قرارات عززت من علمانية الدولة وتحويل مدارس الأئمة والخطباء إلى مدارس مهنية، وعزل العسكريين المشتبه بهم في مشاركتهم بأنشطة رجعية، وفتح الباب أمام عملهم لدى البلديات.
- مارس 1997: دعت تشيلر إلى تنفيذ مطالب العسكر في ظل أصوات تنادي بانسحاب الحزب من الحكومة الائتلافية. بالتزامن مع ذلك، عقد أربكان مؤتمراً صحفياً انتقد فيه مساعي تشكيل حكومة جديدة، مبيناً أن «مكان تشكيل الحكومة في البرلمان وليس في اجتماعات مجلس الأمن القومي.» لاحقاً شكّل أربكان «لجنة تنفيذية» من عدة وزراء من حزبه، لمتابعة القرارات الأخيرة لمجلس الأمن القومي.
- 21 مايو 1997: أصدر النائب العام لدى المحكمة العليا، قراراً بحل حزب الرفاه بشكل دائم، نظراً لـ «تحوله إلى مركز للفعاليات والأنشطة المعادية للدستور ومبادئ العلمانية».
- يونيو 1997: اتفق أربكان وتشيلر على استلام الأخيرة رئاسة الحكومة، وإشراك أحزاب أخرى في الحكومة لحين إجراء انتخابات مبكر وقدّم رئيس الوزراء نجم الدين أربكان، استقالة الحكومة إلى رئيس البلاد ديميريل.
- 16 أغسطس 1997: صادق البرلمان التركي على قرارات التوصية الصادرة من اجتماع مجلس الأمن القومي، لتشهد تركيا بعدها مرحلة «انقلاب ما بعد الحداثة.»[9]

### حظر حزب الرفاه
في عام 1998 م حُظِر حزب الرفاه وأحيل أربكان إلى القضاء بتهم مختلفة منها انتهاك مواثيق علمانية الدولة، ومنع من مزاولة النشاط السياسي لخمس سنوات، لكن أربكان لم يغادر الساحة السياسية فلجأ إلى المخرج التركي التقليدي ليؤسس حزباً جديداً باسم الفضيلة بزعامة أحد معاونيه وبدأ يديره من خلف الكواليس، لكن هذا الحزب تعرض للحظر أيضا في عام 2000م. ومن جديد يعود أربكان ليؤسس بعد انتهاء مدة الحظر في عام 2003م حزب السعادة، لكن خصومه من العلمانيين، تربصوا به ليجري اعتقاله ومحاكمته في نفس العام بتهمة اختلاس أموال من حزب الرفاه المنحل، وحكم على الرجل بسنتين سجناً وكان يبلغ من العمر وقتها 77 عاما.
خرج أربكان من العمل السياسي الفعلي، وربما يكون تقدم العمر أحد الأسباب، لكن الزعيم الإسلامي كان يمكن أن يستمر في العمل السياسي إلى النهاية لولا الضغوط الشديدة والمتكررة التي تعرض لها من قبل التيار العلماني واتخذت أشكالا مختلفة من الانقلابات العسكرية إلى استخدام القضاء والصحافة وشق صفوف أتباعه الذين لم يجرؤ أحد منهم على تكرار ما قام به زعيمهم.

## العفو عنه
أصدر الرئيس التركي عبد الله غل عفو رئاسي عنه في 18 أغسطس 2008 بسبب تدهور حالته الصحية.

## وفاته

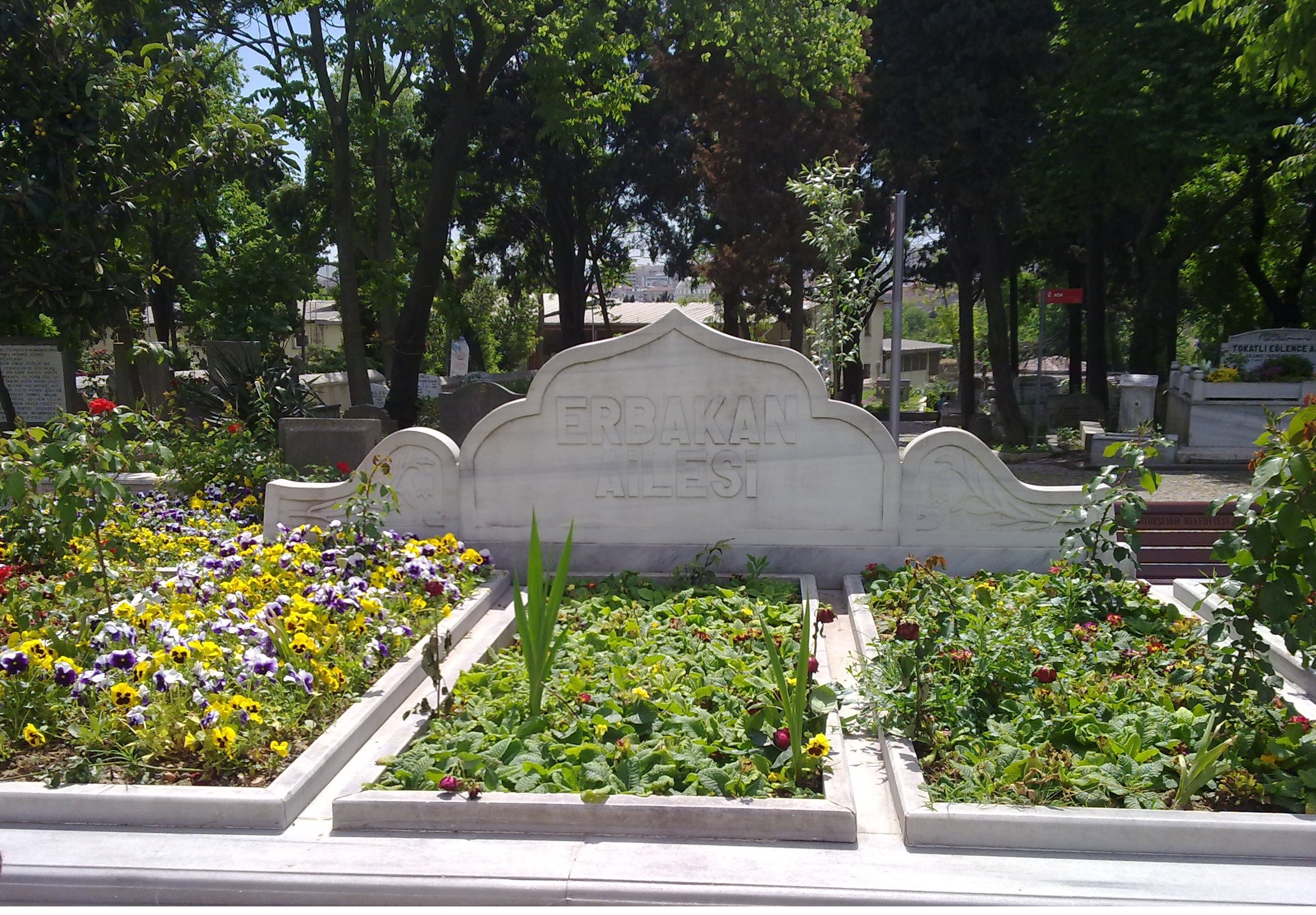
قبر نجم الدين أربكان وعائلته في مقبرة مركز أفندي في إسطنبول

توفي في يوم الأحد 27 فبراير 2011 الموافق 23 ربيع الأول 1432 هـ في أحد مستشفيات أنقرة عن عمر ناهز 84 عاماً. شيعه ملايين الأتراك، ومن ورائهم المسلمون في أصقاع العالم، وذلك بمشاركة الرئيس عبد الله غل، ورئيس الوزراء رجب طيب أردوغان، الذي قطع زيارة رسمية لأوروبا لحضور جنازة «المعلم» والمؤسس للحركة الإسلامية الحديثة في تركيا، ورفيق دربه محمد رجائي قوطان. إلى جانب زعماء إسلاميين منهم المرشد العام السابع لجماعة الإخوان المسلمين محمد مهدي عاكف، ورئيس حركة النهضة في تونس الشيخ راشد الغنوشي، وممثلون عن حركة حماس، وزعماء إسلاميون، والكثير من العلماء والقيادات الإسلامية في العالم.

## وصلات خارجية
- نجم الدين أربكان على موقع الموسوعة البريطانية (الإنجليزية)
- نجم الدين أربكان على موقع مونزينجر (الألمانية)
- نجم الدين أربكان، المعرفة، الجزيرة نت
- تطورات الحياة السياسية في تركيا، برنامج بلا حدود، قناة الجزيرة، 24 نوفمبر 1999م
- قرار تركيا منع نشر القوات الأميركية، برنامج بلا حدود، قناة الجزيرة، 5 مارس 2003م
- حزب السلامة الوطني (الرفاه الإسلامي)، إعداد الندوة العالمية للشباب الإسلامي، موقع صيد الفوائد
- نجم الدين أربكان.. صانع أسس تركيا الحضارية - موقع قصة الإسلام